# Stacy Warner
Stacy Warner (interpretada por Sela Ward) es un personaje de ficción de la serie de televisión estadounidense House M. D..

## Biografía
Stacy Warner es la expareja de Gregory House y el amor de su vida. Convivieron juntos durante cinco años hasta que House enfermó de la lesión en la pierna que lo dejó rengo y le hace padecer fortísimos dolores. Durante su convalecencia tomó una decisión médica en nombre de House, cuando éste se encontraba en coma, contrario a los deseos de su pareja, que desencadenó la ruptura (ver "Tres historias").
Cinco años después, al finalizar la primera temporada de la serie, Stacy vuelve a ver a House para pedirle que atienda a su esposo, Mark Warner. La historia se repite en cierto modo, y House le salva la vida mientras Stacy toma una decisión en nombre de su esposo, diferente de su voluntad (ver "Luna de miel"). Mark debe permanecer en Nueva Jersey para ser tratado en el Hospital Escuela Princeton-Plainsboro. Simultáneamente Stacy es contratada como abogada general del hospital.
House buscará recuperarla y -a la vez- separarla de su esposo, recurriendo a cualquier medio. Finalmente ambos rompen y Stacy renuncia al hospital, desapareciendo de la vida de House.
Vuelve a aparecer en el episodio final de la serie, "Todo el mundo muere" ("Everybody Dies"), en primera instancia como una alucinación de House (quien se encontraba en un edificio en llamas), tratando de convencerle de no dejarse morir entre las llamas y que puede encontrar el amor verdadero; y finalmente en el funeral de House, donde declara que aunque él fuera un novio difícil, nunca dejó de amarlo.

## Personalidad

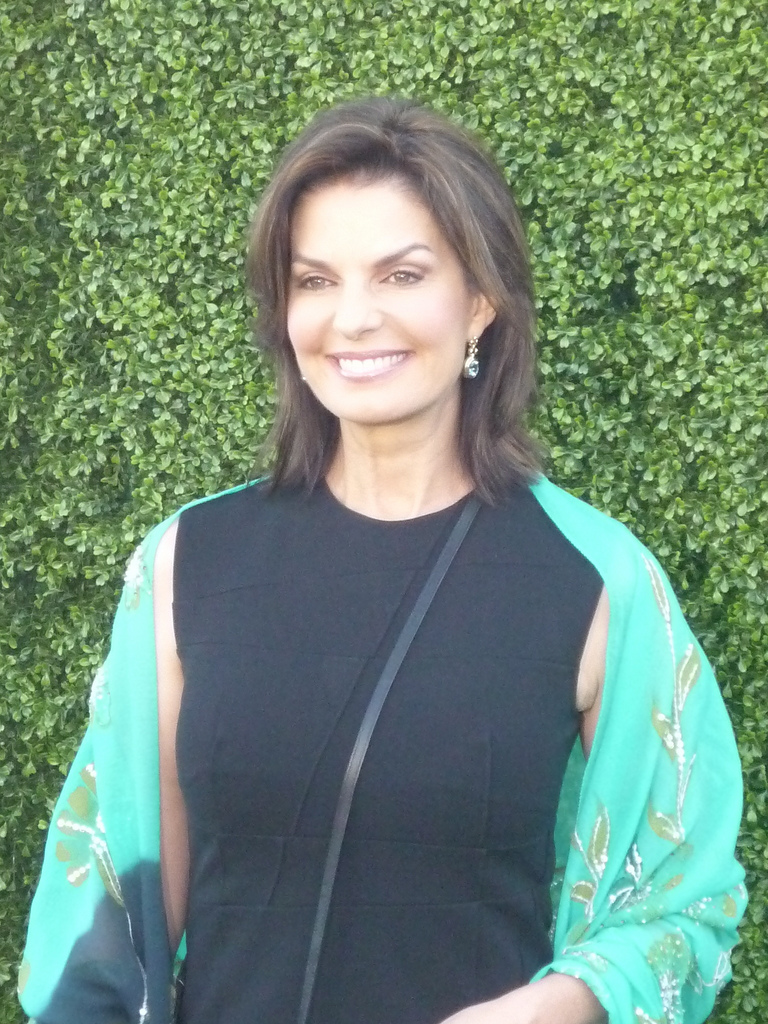
Sela Ward

David Shore, el creador de House, ha definido el significado dramático de Stacy Warner como "el verdadero amor que se ha ido".
Stacy es "rápida" y "despierta", Sela Ward ha descrito su personaje como "una ventana a la vulnerabilidad de House y a su corazón".
Varios críticos han notado que la presencia de Stacy afecta al comportamiento de House. Diane Kristine de Blog Critics ha dicho que, con Stacy, House es "casi agradable". Stacy seguía muy enamorada de House, y estaba dispuesta a tener algo con él; pero también amaba a Mark, con quien se sentía considerada.

## Episodios
Algunos de los capítulos importantes donde interactúan House y Stacy son:
- Tres historias: cuenta la historia de la afección de House en la pierna y la ruptura de la pareja con Stacy.
- Luna de miel: House salva al esposo de Stacy, repitiendo en cierto modo la misma historia que sucedió con su afección.
- Cacería: House trata de "cazar" a Stacy aprovechando que hay una rata en su casa y utilizando los registros privados de su psicoterapeuta.
- Problemas de comunicación: House y Stacy pasan la noche juntos debido a una demora de los vuelos de ambos.
- Necesidad de saber: House y Stacy rompen definitivamente.
- Todo el mundo muere: En forma de alucinación, Stacy trata de convencer a House de no dejarse morir en el edificio en llamas en el que él se encontraba. Posteriormente aparece en el funeral de Greg, donde revela que nunca dejó de amarlo.